# Galléros díszleguán

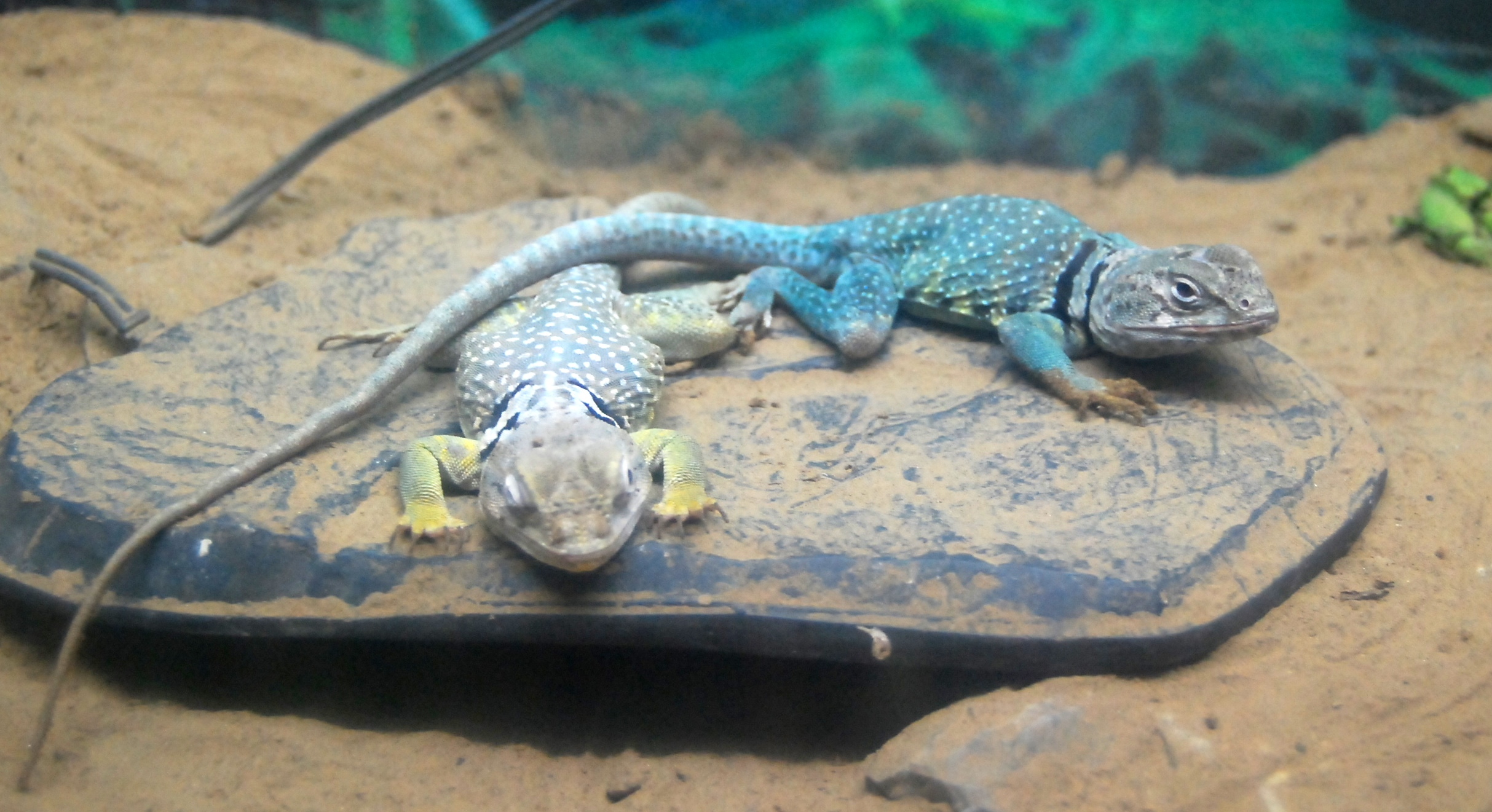
Galléros díszleguán

A galléros díszleguán vagy nyakörves leguán (Crotaphytus collaris) a hüllők (Reptilia) osztályának pikkelyes hüllők (Squamata) rendjébe, ezen belül a Crotaphytidae családjába tartozó faj.

## Elterjedése
Észak-Amerika nyugati része. Félsivatagos élőhelyei.

## Megjelenése
Nyakának fekete-fehér mintája állandó bélyeg, de egyébként színe és mintázata meglehetősen változatos. Testszíne a zöldtől a sárgáig vagy a barnáig változhat és számos, világos folt lehet rajta.

## Életmód
Mozgékony ragadozó, nagyobb gerinctelen állatokat és kisebb gyíkokat fogyaszt. Megeszi a virágokat és a bogyókat is. A szaporodási időszak után lerak egy fészek aljat, mely általában 2-11 tojás tartalmaz.